# Robert Thompson (Medienhistoriker)
Robert J. Thompson (* 3. August 1959 in Hinsdale, Illinois) ist ein US-amerikanischer Medienhistoriker.
Robert Thompson erwarb an der University of Chicago den Grad B.A. in Politikwissenschaft und an der Northwestern University den M.A. und Ph.D. in Medienwissenschaft. Er ist Professor für Populärkultur an der Syracuse University im Staat New York, USA.

## Schriften
- als Herausgeber mit Gary Burns: Television Studies. Textual Analysis. Praeger, New York NY 1989, ISBN 0-275-92745-8.
- Adventures on Prime Time. The Television Programs of Stephen J. Cannell. Praeger, New York NY u. a. 1990, ISBN 0-275-93330-X.
- mit David Marc: Prime Time, prime Movers. From I love Lucy to L.A. Law – America’s greatest TV Shows and the People who created them. Little, Brown and Company, Boston MA u. a. 1992, ISBN 0-316-54589-9.
- Television’s Second Golden Age from Hill Street Blues to ER. Hill Street Blues, St. Elsewhere, Cagney & Lacey, Moonlighting, L.A. Law, Thirtysomething, China Beach, Twin Peaks, Northern Exposure, Picket Fences, with brief Reflections on Homicide, NYPD Blue, Chicago Hope, and other quality Dramas.  Continuum, New York NY 1996, ISBN 0-8264-0901-6.
- mit David Marc: Television in the Antenna Age. A concise History. Blackwell, Malden MA u. a. 2005, ISBN 0-631-21543-3.